# Iamkhad
Iamkhad o Yamkhad va ser un regne a la regió de l'entorn de la ciutat d'Alep, que es coneix almenys des del 1800 aC, quan n'era rei Yarim-Lim I, gràcies als arxius de Mari.
El regne abraçava Alep, i els estats vassalls de Mukish (Alalakh), Niya i Amae. Tenia com a aliats Carquemix, Urshu, Hassuwa, Ugarit, Emar, Ebla i Tunip.
Hattusilis I, rei hitita (entre els anys 1650-1620 aC) va entrar a Síria per Alalakh a la meitat del segle xvii aC, on era rei Ammitaqu (que era vassall d'Ammurapi II d'Alep), ciutat que fou destruïda; Ursu va ser atacada pels hitites i la ciutat sembla que va tenir el suport del rei d'Alep, i d'altres. Hi va tornar altres vegades i la primera contra la ciutat hurrita d'Hasu (Haššu), a l'est de l'Eufrates, que probablement era el regne conegut en assiri com a Regne de Mama, a la qual Ammurapi II, fill de Yarimlim III, va enviar els seus generals Zukraši i Zaludi, amb forces per ajudar a la defensa de la ciutat, però Hattusilis els va derrotar a les muntanyes d'Adalur (clàssic Amanus), va creuar l'Eufrates i va destruir Hasu. Hattusilis va morir en la lluita contra Alep, i el seu net Mursilis I hi va fer una expedició de revenja i va ocupar Iamkhad, encara que no gaire temps.
El rei Ilimilimma I va haver de reconèixer la sobirania del Regne hurrita de Mitanni, però al cap de poc es va revoltar, i va sofrir una greu derrota. Barattarna de Mitanni va conquerir i ocupar la ciutat de Khalap (Alep). Idrimi, fill d'Ilimilimma, va prendre el poder a Alalakh uns set anys després i Mitanni el va reconèixer com a rei.
El rei de Khalap, que governava circa l'any 1420 aC, després de la victòria hitita de Tudhalias II sobre Mitanni, que havia ajudat el pretendent al tron Muwa, va fer un tractat d'aliança amb el rei hitita, però Mitanni no va trigar a imposar altra vegada la seva sobirania. El mateix Tudhalias II o el seu successor Arnuwandas I van conquerir el país i el van convertir en província de l'Imperi hitita.
Alep ja no va recuperar el seu anterior poder. Cap al 1200 aC, es va establir una dinastia aramea i finalment va desaparèixer amb la conquesta assíria i babilònica.

## Llista de reis
- Sumu-Epuh vers 1790 aC
- Yarim-Lim I vers 1780 aC
- Hammurabi I (Ammurapi I)
- Abbael I
- Yarim-Lim II
- Niqmi-Epuh
- Irkabtum
- Hammurabi II (Ammurapi II) vers 1635 aC
- Yarim-Lim III
- Hammurabi III
- Sarra-El
- Abbael II
- Ilim-Ilimma I (vassall de Mitanni des de potser el 1500 aC o el 1480 aC)
- Niqmi-Epu II (vassall de Mitanni)
- Ilim-Ilimma II c. 1450 aC (vassall de Mitanni)
- Desconeguts (vassalls de Mitanni fins vers el 1400 aC)
- a l'Imperi Hitita, entre els anys 1400-1200 aC
- Telepinus (fill de Subiluliuma, rei hitita), cap al 1350 aC
- Talmi-Sharruma, fill de Telepinus cap al 1330 aC
- Rimisharina, abans del 1200 aC
- Als arameus, cap al 1200 aC
- A Assíria, cap al 900 aC